# Хенце, Соамаль
Соам́аль Э́рик Хе́нце (фар. Sámal Erik Hentze; род. 27 января 1972 года в Торсхавне, Фарерские острова) — фарерский футболист и тренер.

## Карьера игрока
Соамаль начинал карьеру в «ХБ» из родного Торсхавна. Он дебютировал за родной клуб 24 сентября 1989 года в матче чемпионата Фарерских островов против «Б71». Это была единственная игра полузащитника в его первом сезоне на взрослом уровне. 17 мая 1992 года Соамаль впервые в карьере забил гол, поразив ворота «СИФ». В том году он также вызывался в молодёжную сборную Фарерских островов и принял участие в матче с израильтянами. В сезоне-1993 игрок провёл дебютный матч в еврокубках, целиком отыграв встречу с румынским «Университатя» в рамках Кубка обладателей кубков. В 1996—1997 годах полузащитник потерял место в главной команде «ХБ», выступая только за второй и третий составы клуба.
В 1998 году Соамаль стал игроком тофтирского «Б68». За полтора сезона в стане тофтирцев полузащитник провёл 30 встреч в высшем фарерском дивизионе. Летом 1999 года Соамаль записался на тренерские курсы и покинул «Б68». В сезоне-2000 полузащитник вернулся в родной клуб. Он отыграл 8 матчей в премьер-лиге и в следующем сезоне перешёл на должность играющего тренера во вторую команду «красно-чёрных». В 2002 году Соамаль стал играющим тренером «АБ» и выиграл с этим клубом второй дивизион. До 2011 года он поддерживал форму в дублирующих составах различных клубов, а затем окончательно перешёл на тренерскую работу.

## Тренерская карьера
В 2001 году Соамаль стал играющим тренером второй команды клуба «ХБ», в котором он провёл большую часть карьеры игрока. В 2002 году он занял аналогичную должность в клубе «АБ» и выиграл с ним второй дивизион. Соамаль покинул аргирский коллектив в 2004 году, став тренером взрослой команды «ХБ». В 2005 году он снова стал играющим тренером, возглавив дублирующий состав «Б36». В 2006—2007 году он работал ассистентом в тренерском штабе клуба «ЭБ/Стреймур». В 2008 году Соамаль стал наставником первой команды «ХБ». В стане «красно-чёрных» он отработал два года, выиграв чемпионат и Суперкубок Фарерских островов в сезоне-2009. В 2010 году тренер вернулся в «АБ» и руководил этим клубом в течение четырёх сезонов.
В 2014 году он перешёл на работу в основной состав «Б36», выиграв с ним премьер-лигу и став тренером года. В сезоне-2015 Соамаль снова руководил аргирским «АБ». В 2016—2017 годах он тренировал «Вуйчингур», по два раза выиграв чемпионат и суперкубок архипелага, а также звание тренера года. Сезон-2018 тренер провёл у руля «НСИ», а в следующем году он снова возглавлял «Вуйчингур». С 2020 года Соамаль является главным тренером молодёжной сборной Фарерских островов.

## Достижения

### В качестве игрока

#### Командные
«ХБ Торсхавн»
- Чемпион Фарерских островов (1): 1990
- Обладатель Кубка Фарерских островов (3): 1989, 1992, 1995

 «АБ Аргир»
- Победитель второго дивизиона (1): 2002

### Тренерские

#### Командные
«АБ Аргир»
- Победитель второго дивизиона (1): 2002

 «ХБ Торсхавн»
- Чемпион Фарерских островов (1): 2009
- Обладатель Суперкубка Фарерских островов (1): 2009

 «Б36»
- Чемпион Фарерских островов (1): 2014

 «Вуйчингур»
- Чемпион Фарерских островов (2): 2016, 2017
- Обладатель Суперкубка Фарерских островов (2): 2016, 2017

#### Личные
- Тренер года на Фарерских островах (3): 2014, 2016, 2017[6]

## Личная жизнь
Сын Соамаля Роуи Хенце тоже стал футболистом. В настоящее время он выступает за «Б68».